# التسفر

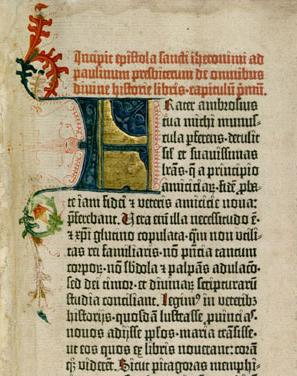

التَّسَفُّر أو الاستخارة بالأسفار وكذلك استخارة الأسفار أو الكتب أو التنبؤ الكتابي هي نوع من الكِهانة والتكهن باستخدام الأسفار أي الكتب المقدسة كالقرآن والإنجيل أو التوراة، أو غيرها مما يجد المُتَسَفِّر طالب الاستخارة كتابات مقدسة أو تحوي الحقيقة.

## التأثيل
كلمة التسفُّر مشتقة من كَلمة سِفْر (بكسر السين وسكون الفاء) وتعني الكتاب واستخدمت هذه الكلمة تاريخيا لتمسية الكتب، أي الأسفار، المقدسة. تتطابق هذه الكلمة لفظاً مع كلمة أخرى مشتقة من سَفَر (بفتح السين والفاء) لكن تختلف بالجذر والمعنى.

## طريقة التسفُّر
1. يَختار المُتَسَفِّر طالب الاستخارة الكتابَ الذي يؤمن أنه يحتوي الحقيقة.
2. يوضَعُ الكتاب على كَعبِه ويوازن لينفتح وحده.
3. من الصفحة التي انفتحت، يختار المُتَسفّر فقرة أو آية أو إصحاح وهو مغلق العينين: تكون تلك الفقرة هي جواب التسفر أو الاستخارة.

قد يستعمل المسلمون القرآن الكريم للتسفر والاستخارة منه باعتباره كلام الله بينما يستعمل المسيحيون الأناجيل والكتاب المقدس ويسمى التَّسَفُّر القُدُسيّ, كما ذاع في العصور الوسطى في أوروبا التسفّر بالإنيادة بما سُميّ التسفر الفرجيلي (Sortes Vergilianae) تيمّنا بالكاتب فرجيل, وتَسَفَّرَ الإغريق القدماء بكتابَي الإلياذة والأُدّيسة بما عرف بالتسفُّر الهومريّ نسبة إلى كاتبهما هوميروس.
يشيعُ في إيران التسفّر بديوان حافظ, إلا أنَّه ليس النوع الوحيد المستعمل هناك، فإضافة إلى القرآن الكريم، يتسفّر الإيرانيون بكتاب المثنوي للرومي, باعتبارهما من كبار الزهاد والمتصوفين والموالي المباركين. في التسفر الحافظي (ديوان حافظ), يُفتح الديوان عشوائيا ويُبتدأ بالمقطع الشعري الأول من الصفحة المفتوحة. يُقرأ كل مقطع على أنه فال/طالع أحد الحضور، ويُعيَّن لكل واحد من الحضور مقطعا على أنه فالُهُ حسب ترتيب جلسوهم لا عشوائيا. البيت الأول حتى الثالث الذي بعد مقطع الفال يسمى الشاهد على الطالع، وفي بعض التقاليد يكون الشاهد هو البيت السابع بعد مقطع الفال، ويقرأ الشاهد بعد قراءة مقطع الفال. المقطع الذي تُسُفِّرَ به لشخص ما لا يجوز التسفر به مرة أخرى لشخص آخر من الحاضرين.
غالبا ما تنفتح الكتب تلقائيا على صفحة محددة وفق مبنى الكتاب وكعبه فلا يعتبر هذا عشوائيا، لذا قد يستخدم المُتَسَفِّرون حجارة النرد أو أشياء أخرى لاختيار صفحة التسفر عشوائيا بدل أن يترك الكتاب لينفتح.
في تقاليد أخرى للتسفّر، يكون اختيار الكتاب عشوائيا أيضا، خاصةً إذا وقع الكتاب من مكانه وحده أو انجذب إليه المتسفّر انجذابا فريدا. كانت هذه الطريقة التي تسفَّر بها الشاعر الإنجليزي روبرت براونينغ عندما أراد التسفر أو الاستخارة عن حبه لإليزابيث باريت, وهي شاعرة إنجليزية أيضا. كانَ روبرت خائبا لاختياره كتابا عن قواعد اللغة الإيطالية, إلا أنَّ بعد فتحه صفحة ما عشوائيا، وقع نظره على الجملة: «إنْ كُنَّا نُحِبُّ في العالم الآخر كحُبِّنا في هذا، فإنّي أحبك إلى الأبد» (وكانت هذه الجملة تمرينا للترجمة).